# Hortenzia (keresztnév)
A Hortenzia a Hortensius római nemzetségnévből alkotott női név. A hortensis szó jelentése kerti. A virág neve a női névből származik.

## Gyakorisága
Az 1990-es években a Hortenzia igen ritka név volt, a 2000-es években nem szerepel a 100 leggyakoribb női név között.

## Névnapok
- június 1.[2]
- november 17.[2]

## Híres Hortenziák
- Szrnka Hortenzia volt válogatott kézilabdázó